# Джон Франкенгаймер
Джон Франкенгаймер (англ. John Frankenheimer; 19 лютого 1930 — 6 липня 2002) — американський режисер. Найбільш відомий роботою над картинами «Маньчжурський кандидат», «Птахолов з Алькатраса», «Поїзд» і «Сім днів у травні».

## Біографія
Народився Франкенгаймер 19 лютого 1930 року в Квінзі, Нью-Йорк, в сім'ї біржового брокера Волтера Мартіна Франкенгаймера і Елен Марі Франкенгаймер (Шиді). Батько Джона був німецьким євреєм, а мати — ірландською католичкою; в кінцевому підсумку хлопчика ростили католиком. В 1951 році він закінчив коледж Вільямса в Вільямстауні, Массачуссетс а потім військову академію Ла-Салль.

## Кар'єра
Під час служби у Повітряних силах США (1951—1953) зацікавився кінематографом і зняв кілька документальних стрічок. Свої перші телешоу поставив, ще перебуваючи в армії, на місцевому телебаченні в Лос-Анджелесі. Після демобілізації працював в Нью-Йорку на CBS, асистентом режисера, а з 1954 року — вже режисером. Всього на телебаченні Франкенгеймер поставив більш 125 телеп'єс.

## Особисте життя
Джон Франкенгаймер уперше був одружений з 22 вересня 1954 по 1961 рік на Каролін Міллер, у них народилися дочки Крісті та Ліза Джин. Вдруге з 13 грудня 1961 до своєї смерті на Еванс Еванс.

## Фільмографія
| Рік       |    | Українська назва                  | Оригінальна назва               | Роль                         |
| --------- | -- | --------------------------------- | ------------------------------- | ---------------------------- |
| 1953      | с  | Обличчям до обличчя (фільм, 1954) | Person to Person                | помічник режисера            |
| 1953—1954 | с  | Шоу Гаррі Мура                    | The Garry Moore Show            | помічник режисера            |
| 1953—1954 | с  | Род Браун «Рокет Рейнджерс»       | Rod Brown of the Rocket Rangers | помічник режисера            |
| 1953—1954 | с  | Ви там                            | You Are There                   | режисер, помічник режисера   |
| 1954—1955 | с  | Небезпека                         | Danger                          | режисер                      |
| 1955—1956 | с  | Кульмінація!                      | Climax!                         | режисер                      |
| 1956—1960 | с  | Театр 90                          | Playhouse 90                    | режисер                      |
| 1956      | тф | Дев'ятий день                     | The Ninth Day                   | режисер                      |
| 1957      | ф  | Молодий незнайомець               | The Young Stranger              | режисер                      |
| 1958      | с  | Перша студія                      | Studio One                      | режисер                      |
| 1959      | с  | Шоу місяці ДюПона                 | The DuPont Show of the Month    | режисер                      |
| 1959      | с  | Стартайм                          | Startime                        | режисер, продюсер            |
| 1959—1960 | с  | Недільна вітрина                  | Sunday Showcase                 | режисер, продюсер            |
| 1960      | с  | Театр Бьюїк-Електра               | Buick-Electra Playhouse         | режисер                      |
| 1960      | тф | П'ята колона                      | The Fifth Column                | режисер                      |
| 1960      | тф | Сніги Кіліманджаро                | The Snows of Kilimanjaro        | режисер                      |
| 1961      | ф  | Молоді дикуни                     | The Young Savages               | режисер                      |
| 1962      | ф  | Усе руйнується                    | All Fall Down                   | режисер                      |
| 1962      | ф  | Птахолов з Алькатраса             | Birdman of Alcatraz             | режисер                      |
| 1962      | ф  | Маньчжурський кандидат            | The Manchurian Candidate        | режисер, продюсер, сценарист |
| 1964      | ф  | Сім днів у травні                 | Seven Days in May               | режисер                      |
| 1964      | ф  | Поїзд                             | The Train                       | режисер                      |
| 1966      | ф  | Другі                             | Seconds                         | режисер, продюсер            |
| 1966      | ф  | Гран-Прі                          | Grand Prix                      | режисер, продюсер, сценарист |
| 1968      | ф  | Посередник                        | The Fixer                       | режисер                      |
| 1969      | ф  | Незвичайний моряк                 | The Extraordinary Seaman        | режисер                      |
| 1969      | ф  | Шовкопряд                         | The Gypsy Moths                 | режисер                      |
| 1970      | ф  | Переступити межу                  | I Walk the Line                 | режисер                      |
| 1971      | ф  | Вершники                          | The Horsemen                    | режисер, продюсер            |
| 1973      | ф  | Про любовну історію               | Story of a Love Story           | режисер                      |
| 1973      | ф  | Продавець льоду гряде             | The Iceman Cometh               | режисер                      |
| 1974      | ф  | Мертвий на 99,44%                 | 99 and 44/100% Dead             | режисер                      |
| 1975      | ф  | Французький зв'язковий 2          | French Connection II            | режисер                      |
| 1977      | ф  | Чорна неділя                      | Black Sunday                    | режисер                      |
| 1979      | ф  | Пророцтво                         | Prophecy                        | режисер                      |
| 1982      | ф  | Виклик                            | The Challenge                   | режисер                      |
| 1982      | тф | Продавець дощу                    | The Rainmaker                   | режисер                      |
| 1985      | ф  | Договір Голкрофта                 | The Holcroft Covenant           | режисер                      |
| 1986      | ф  | Підчеплений по-крупному           | 52 Pick-Up                      | режисер                      |
| 1987      | тф | Рів'єра                           | Riviera                         | режисер                      |
| 1989      | ф  | Пострілом впритул                 | Dead Bang                       | режисер                      |
| 1990      | ф  | Четверта війна                    | The Fourth War                  | режисер                      |
| 1991      | ф  | Рік зброї                         | Year of the Gun                 | режисер                      |
| 1992      | с  | Байки зі склепу                   | Tales from the Crypt            | режисер                      |
| 1994      | тф | Проти стіни                       | Against the Wall                | режисер                      |
| 1994      | тф | Палаючий сезон                    | The Burning Season              | режисер, продюсер            |
| 1996      | тф | Андерсонвілль                     | Andersonville                   | режисер, продюсер            |
| 1996      | ф  | Острів доктора Моро               | The Island of Dr. Moreau        | режисер                      |
| 1997      | тф | Джордж Воллес                     | George Wallace                  | режисер, продюсер            |
| 1998      | ф  | Ронін                             | Ronin                           | режисер                      |
| 2000      | ф  | Азартні ігри                      | Reindeer Games                  | режисер                      |
| 2001      | кф | Засада                            | Ambush                          | режисер                      |
| 2001      | кф |                                   | 7up Commercial James Bond Theme | режисер                      |
| 2002      | тф | Стежкою війни                     | Path to War                     | режисер, продюсер            |